# Paweł Włodkowic
Paweł Włodkowic armoiries Dołęga, né vers 1370 à Brudzeń Duży et mort en 1435 à Cracovie, est un savant, canoniste, juriste, diplomate, écrivain politique et religieux polonais. 
Recteur de l'Académie de Cracovie, il se rend célèbre en défendant, face à l'Ordre des Chevaliers Teutoniques, le principe de la tolérance religieuse à l'égard des païens lors du concile de Constance (1415-1418). 

## Biographie
Paweł Włodkowic est né à Brudzeń entre 1370 et 1373, dans une famille appartenant à une noblesse très ancienne mais appauvrie, ce qui est probablement à l'origine de son choix du sacerdoce. Il étudie d'abord à la collégiale Saint-Michel à Płock, puis dans les prestigieuses universités de Prague et de Padoue. Trois ans après son retour en Pologne en 1408, il devient chanoine de la cathédrale du Wawel. 

### Le principe de la tolérance religieuse et le différend avec l'Ordre Teutonique
Paweł Włodkowic se rend célèbre en défendant les intérêts polonais au concile de Constance (1415-1418). Après la défaite retentissante à la bataille de Grunwald en 1410, l'Ordre Teutonique accuse la Pologne de soutenir la cause des païens contre l'action légitime des chevaliers-moines sur le territoire non chrétien. Il se réfère à la thèse selon laquelle les terres habitées par les non-croyants sont la propriété de l’Empereur du Saint-Empire romain germanique et celui-ci les lui a offerts.
Paweł Włodkowic oppose à cette argumentation les idées qu'il a exposées dans son traité politique intitulé Tractatus de potestate papae et imperatoris respektu infidelium (Sur le pouvoir du Pape et de l’Empereur sur les païens). Selon lui, les propriétés des païens leur appartiennent par droit naturel et ce droit interdit de les en priver. Włodkowic condamne aussi sévèrement la conversion des infidèles par l’épée en tant que doublement contraire aux lois humaines et divines  La chrétienté n'autorise pas à imposer sa foi par la force. Celle-ci ne peut qu'un résultat d'une mission apostolique. 
Dans sa défense de la politique polonaise de la tolérance envers les non-chrétiens, Włodkowic s'appuie également sur le principe de la guerre juste (défensive) et sur l'idée d'un tribunal international élaborés par un autre illustre représentant de l'Académie de Cracovie : Stanisław de Skarbimierz. 
L'engagement et l'efficacité de ses actions en justice lui valent être élu recteur de l'Académie de Cracovie en 1414.
Le 9 mars 1422, le tribunal papal rend un verdict favorable à la Pologne.
La théorie du droit naturel défendue au seuil du XVe siècle par l’école de droit de Cracovie (Ne pas convertir par l'épée, mais par la persuasion - Plus ratio quam vis - est la devise de l'université de Cracovie) sera reprise par l’école de Salamanque où Francisco de Vitoria brillera dans la lutte pour les droits des Indiens d ’Amérique.

## Hommage
Le 10 décembre, à la date anniversaire de l'adoption par l'Assemblée générale des Nations unies de la Déclaration universelle des droits de l'homme, le Médiateur polonais décerne le prix Paweł-Włodkowic. Ce prix est de nature honorifique, en reconnaissance de la défense des valeurs et vérités fondamentales.
Une rue de la ville de Wrocław, en Pologne, porte son nom.

### Articles annexes
- Confédération de Varsovie